# Lieja-Bastogne-Lieja 1991
La Lieja-Bastogne-Lieja 1991 fou la 77a edició de la clàssica ciclista Lieja-Bastogne-Lieja. La cursa es va disputar el diumenge 21 d'abril de 1991, sobre un recorregut de 267 km, i era la quarta prova de la Copa del Món de ciclisme de 1991.
El vencedor final fou l'italià Moreno Argentin (Ariostea), que s'imposà als seus companys d'escapada, el belga Claude Criquielion (Lotto), el seu company d'equip Rolf Sørensen i l'espanyol Miguel Indurain. El defensor del títol arribà en cinquena posició, a deu segons del vencedor.
Moreno Argentin aconseguia la quarta victòria en aquestacursa, situant-se rere Eddy Merckx, amb cinc victòries, al capdavant de la Decana de les clàssiques. Claude Criquielion pujà al podi per tercera vegada de la cursa, després de la segona posició aconseguida el 1985 i la tercera el 1987.

## Classificació general
|    | Ciclista                  | Equip                  | Temps      |
| -- | ------------------------- | ---------------------- | ---------- |
| 1  | Moreno Argentin (ITA)     | Ariostea               | 7h 15' 00" |
| 2  | Claude Criquielion (BEL)  | Lotto                  | m. t.      |
| 3  | Rolf Sørensen (DEN)       | Ariostea               | m. t.      |
| 4  | Miguel Indurain (ESP)     | Banesto                | m. t.      |
| 5  | Eric van Lancker (BEL)    | Panasonic-Sportlife    | + 10"      |
| 6  | Raúl Alcalá (MEX)         | PDM-Concorde           | + 10"      |
| 7  | Marino Lejarreta (ESP)    | ONCE                   | + 10"      |
| 8  | Stephen Roche (IRL)       | Tonton Tapis-GB-Corona | + 10"      |
| 9  | Edwig van Hooydonck (BEL) | Buckler-Colnago-Decca  | + 2' 30"   |
| 10 | Dirk de Wolf (BEL)        | Tonton Tapis-GB-Corona | + 2' 36"   |